# ایگالکارو
ایگالکارو (به انگلیسی: Aigalkurve) یک منطقهٔ مسکونی در هند است که در کارناتاکا واقع شده‌است.